# The Boys (песня)
«The Boys» — песня записанная американской хип-хоп исполнительницей Ники Минаж совместно с певицей Кэсси. Песня была выпущена в качестве лид-сингла с переиздания второго студийного альбома Минаж Pink Friday: Roman Reloaded — The Re-Up на лейбле Republic Records.

## История
В сентябре 2012 года на премии MTV Video Music Awards Минаж подтвердила, что «The Boys» станет заглавным синглом с грядущего переиздания её второго альбома. Песня была выпущена для цифровой загрузки и радио 13 сентября, через день после релиза другого сингла Минаж — «Va Va Voom».
Оригинальная сольная версия песни в исполнении Кэсси носила название «Money on Love», и должна была попасть на её альбом, однако, по неизвестным причинам, певица отказалась от песни и отдала её Минаж, которая на тот момент вела запись переиздания своего альбома Pink Friday: Roman Reloaded. Ники сохранила партию Кэсси и добавила в песню свои рэп-куплеты, а также немного был изменена инструментовка.

## Композиция
Песня сочетает в себе такие жанры, как фолк, дэнсхолл и электроника. В песне повествуется о мужчинах, которые пытаются купить любовь драгоценностями и деньгами.

## Критический приём
Песня получила в целом положительные отзывы от критиков. Многие похвалили лирику и смысл песни, а также куплеты Минаж.

## Видеоклип
Премьера видеоклипа на песню состоялась 18 октября 2012 года. Видеоклип наполнен яркими образами, локациями и сценами. Работа получила положительные отзывы от критиков.

## Коммерческий приём
Песня не пользовалась коммерческим успехом, достигнув 14 позиции в американском чарте Billboard Bubbling Under Hot 100 и 41 позиции в соответствующем чарте рэп/хип-хоп песен. Песня также вошла в чарты Великобритании, Германии и Ирландии.

## Позиции в чартах
| Чарт (2012)                                | Высшая позиция |
| ------------------------------------------ | -------------- |
| Бельгия/Фландрия (Ultratip Bubbling Under) | 54             |
| Бельгия (Ultratop Urban Flanders)          | 37             |
| Германия (Deutsche Black Charts)           | 9              |
| Ирландия (IRMA)                            | 95             |
| Южная Корея (Gaon)                         | 94             |
| Великобритания (Official Charts Company)   | 101            |
| Великобритания (OCC UK Hip Hop/R&B)        | 15             |
| США (Billboard Bubbling Under Hot 100)     | 14             |
| США (Billboard Hot R&B/Hip-Hop Songs)      | 41             |

## История релиза
| Страна         | Дата             | Формат             | Лейбл                                     |
| -------------- | ---------------- | ------------------ | ----------------------------------------- |
| США            | 13 сентября 2012 | Цифровая загрузка  | Young Money Cash Money Universal Republic |
| Великобритания | 14 сентября 2012 | Цифровая загрузка  | Young Money Cash Money Universal Republic |
| США            | 25 сентября 2012 | Urban contemporary | Young Money Cash Money Universal Republic |